# Channel One Cup 2011
44. edycja turnieju Channel One Cup została rozegrana w dniach 15-18 grudnia 2011 roku. Wzięło w nim udział cztery reprezentacje: Czech, Szwecji, Finlandii i Rosji. Każdy zespół rozegrał po trzy spotkania, a łącznie odbyło się sześć spotkań. Pięć spotkań odbyło się w hali Megasport Arena w Moskwie, jeden mecz rozegrano się w czeskim Chomutov w hali ČEZ Stadion Chomutov. Zwycięzcą turnieju została reprezentacja Rosji.
Turniej był drugim, zaliczanym do klasyfikacji Euro Hockey Tour w sezonie 2011/2012.

## Wyniki
| 15 grudnia 2011 | Finlandia | 0:3 | Rosja | Megasport Arena, Moskwa |

| Szczegóły          | Szczegóły | Szczegóły       | Szczegóły                                                            | Szczegóły                                                                     |
| ------------------ | --------- | --------------- | -------------------------------------------------------------------- | ----------------------------------------------------------------------------- |
| Godzina: 17:00 CET |           | (0:1, 0:0, 0:2) | 16:02 (EQ) I. Nikulin 42:40 (EQ) D. Kokariew 55:46 (EQ) W. Szypaczow | Widzów: 14.000 Sędzia główny: Milan Minář Sędziowie liniowi: Vladimír Šindler |

| 15 grudnia 2011 | Czechy | 1:2 | Szwecja | ČEZ Stadion Chomutov, Chomutov |

| Szczegóły          | Szczegóły            | Szczegóły       | Szczegóły                                    | Szczegóły                                                                     |
| ------------------ | -------------------- | --------------- | -------------------------------------------- | ----------------------------------------------------------------------------- |
| Godzina: 18:20 CET | P. Průcha 00:05 (EQ) | (1:0, 0:2, 0:0) | 29:49 (EQ) D. Axelsson 34:33 (EQ) N. Persson | Widzów: 5.225 Sędzia główny: Tom Laaksonen Sędziowie liniowi: Heikki Tuomisto |

| 17 grudnia 2011 | Rosja | 2:4 | Szwecja | Megasport Arena, Moskwa |

| Szczegóły          | Szczegóły                                    | Szczegóły       | Szczegóły                                                                                   | Szczegóły                                                                     |
| ------------------ | -------------------------------------------- | --------------- | ------------------------------------------------------------------------------------------- | ----------------------------------------------------------------------------- |
| Godzina: 11:00 CET | S. Szyrokow 30:39 (PP) N. Żerdiew 43:59 (PP) | (0:1, 1:1, 1:2) | 10:17 (PP) S. Kronwall 25:15 (EQ) S. Kronwall 44:59 (EQ) D. Axelsson 49:44 (EQ) S. Kronwall | Widzów: 12.000 Sędzia główny: Milan Minář Sędziowie liniowi: Vladimír Šindler |

| 17 grudnia 2011 | Czechy | 5:1 | Finlandia | Megasport Arena, Moskwa |

| Szczegóły          | Szczegóły                                                                                           | Szczegóły       | Szczegóły             | Szczegóły                                                                          |
| ------------------ | --------------------------------------------------------------------------------------------------- | --------------- | --------------------- | ---------------------------------------------------------------------------------- |
| Godzina: 15:00 CET | J. Krejčík 07:44 (EQ) Z. Irgl 14:26 (EQ) Z. Irgl 22:16 (SH) P. Vrána 49:26 (PP) P. Vrána 51:21 (EQ) | (2:1, 1:0, 2:0) | 18:16 (PP) H. Pesonen | Widzów: 6.000 Sędzia główny: Aleksiej Rawodin Sędziowie liniowi: Anatolij Zacharow |

| 18 grudnia 2011 | Rosja | 3:4 k. | Czechy | Megasport Arena, Moskwa |

| Szczegóły          | Szczegóły                                                                | Szczegóły                       | Szczegóły                                                                        | Szczegóły                                                                         |
| ------------------ | ------------------------------------------------------------------------ | ------------------------------- | -------------------------------------------------------------------------------- | --------------------------------------------------------------------------------- |
| Godzina: 11:00 CET | N. Żerdiew 07:25 (PP) A. Tierieszczenko 21:31 (EQ) A. Radułow 33:30 (EQ) | (1:1, 2:1, 0:1, d. 0:0, k. 0:1) | 00:31 (EQ) R. Červenka 30:27 (PP) R. Červenka 47:09 (EQ) T. Rolinek (SN) Z. Irgl | Widzów: 14.000 Sędzia główny: Mikael Sjöqvist Sędziowie liniowi: Morgan Johansson |

| 18 grudnia 2011 | Szwecja | 3:4 | Finlandia | Megasport Arena, Moskwa |

| Szczegóły          | Szczegóły                                                             | Szczegóły       | Szczegóły                                                                                 | Szczegóły                                                                             |
| ------------------ | --------------------------------------------------------------------- | --------------- | ----------------------------------------------------------------------------------------- | ------------------------------------------------------------------------------------- |
| Godzina: 15:00 CET | P. Zackrisson 05:56 (PP) J. Andersson 21:08 (EQ) M. Ekholm 59:05 (EQ) | (1:1, 1:2, 1:1) | 18:36 (EQ) V. Uusitalo 22:13 (EQ) T. Kiiskinen 36:05 (PP) M. Kousa 58:14 (EQ) J. Hietanen | Widzów: 4.000 Sędzia główny: Wiaczesław Bulianow Sędziowie liniowi: Konstantin Olenin |

## Klasyfikacja
| Lp. | Zespół    | M | Pkt | W | WpD | PpD | P | G + | G - | +/- |
| --- | --------- | - | --- | - | --- | --- | - | --- | --- | --- |
| 1   | Szwecja   | 3 | 6   | 2 | 0   | 0   | 1 | 9   | 7   | +2  |
| 2   | Czechy    | 3 | 5   | 1 | 1   | 0   | 1 | 10  | 6   | +4  |
| 3   | Rosja     | 3 | 4   | 1 | 0   | 1   | 1 | 8   | 8   | 0   |
| 4   | Finlandia | 3 | 3   | 1 | 0   | 0   | 2 | 5   | 11  | -6  |

Lp. = lokata, M = liczba rozegranych spotkań, Pkt = Liczba zdobytych punktów, W = Wygrane, WpD = Wygrane po dogrywce lub karnych, PpD = Porażki po dogrywce lub karnych, P = Porażki, G+ = Gole strzelone, G- = Gole stracone, +/- = bilans bramek

## Nagrody
Dyrektoriat turnieju wybrał trójkę najlepszych zawodników, po jednej na każdej pozycji:
- Bramkarz:  Viktor Fasth
- Obrońca:  Staffan Kronwall
- Napastnik:  Aleksandr Radułow
- Najlepiej punktujący:  Aleksandr Radułow,  Staffan Kronwall - 4 punkty
- Najbardziej Wartościowy Zawodnik (MVP):  Zbyněk Irgl